# Tchoumi-Tchoumi
Tchoumi-Tchoumi är ett arrondissement i kommunen Natitingou i Benin. Den hade 4 517 invånare år 2002.